# Sunshine State of Mind
Sunshine State of Mind är det tredje studioalbumet av det amerikanska pop-punkbandet We the Kings. Albumet släpptes genom S-Curve Records 5 juli 2011 på Itunes och 12 juli 2011 i övrigt. Det debuterade på plats nummer 45 på US Billboard 200 och på Rock Album-listorna hamnade den på plats nio.

## Låtlista
Alla texter är skrivna av sångaren Travis Clark, förutom låten "Friday Is Forever" som han skrev gemensamt ihop med Robert Schwartzman. All musik är komponerad av Clark, Sam Hollander och Dave Katz.
1. "Friday Is Forever"
2. "Say You Like Me"
3. "Every Single Dollar"
4. "The View From Here"
5. "The Secret to New York"
6. "Sleep With Me"
7. "Over You"
8. "Kiss Me Last"
9. "Somebody to Call My Own"
10. "You And Only You"
11. "Summer"